# Hernioplastie
 (octobre 2023).
Si vous disposez d'ouvrages ou d'articles de référence ou si vous connaissez des sites web de qualité traitant du thème abordé ici, merci de compléter l'article en donnant les références utiles à sa vérifiabilité et en les liant à la section « Notes et références ».
Le terme hernioplastie désigne le traitement chirurgical d'une hernie abdominale, employé quand le chirurgien constate que la paroi musculaire est faible. C'est le cas entre autres de la hernie inguinale directe, de la hernie volumineuse ou récidivée. Cette technique consiste à procéder tout d'abord à la résection (on retire) du sac en effectuant une consolidation de la paroi abdominale postérieure en utilisant les greffes cutanées provenant d'une aponévrose. Une prothèse peut également être utilisée comme consolidation.